# SparkassenPark
Le SparkassenPark est un stade multifonction à Mönchengladbach, en Allemagne. Il est actuellement principalement utilisé pour les matchs de football américain et hockey sur gazon et a accueilli la Coupe du monde 2006, le Champions Trophy 2008, le Champions Trophy 2010 et la Coupe du monde des moins de 21 ans 2013. Le stade est dirigé par l'ancien international allemand de hockey sur gazon Michael Hilgers.
Il est également utilisé par l'équipe de football américain, Mönchengladbach Mavericks.

## Concerts
| Concerts au Hockeypark | Concerts au Hockeypark | Concerts au Hockeypark            | Concerts au Hockeypark | Concerts au Hockeypark |
| Date                   | Artistes               | Événements                        | Affluence              | Revenu                 |
| ---------------------- | ---------------------- | --------------------------------- | ---------------------- | ---------------------- |
| 15 mai 2011            | Shakira                | The Sun Comes Out World Tour      | 11,600 / 12,000        | NC                     |
| 8 juin 2012            | Guns N' Roses          | Up Close and Personal Tour        | NC                     | NC                     |
| 8 juin 2012            | Leonard Cohen          | Old Ideas World Tour              | 6,746 / 6,746          | $523,841               |
| 25 juin 2014           | Thirty Seconds to Mars | Love, Lust, Faith and Dreams Tour | NC                     | NC                     |
| 20 juillet 2014        | Elton John             | Follow the Yellow Brick Road Tour | NC                     | NC                     |
| 29 août 2014           | Avicii                 | True Tour                         | 13,600 / 20,800        | $1,005,610             |
| 7 juillet 2015         | Sting                  | Summer 2015 Tour                  | NC                     | NC                     |
| 6 juin 2018            | Nickelback             | Feed The Machine Tour             | NC                     | NC                     |
| 8 juillet 2018         | Deep Purple            | The Long Goodbye Tour             | NC                     | NC                     |
| 13 août 2018           | Britney Spears         | Britney Spears: Piece of Me Tour  | 15,208 / 15,208        | $1,167,490             |

## Galerie

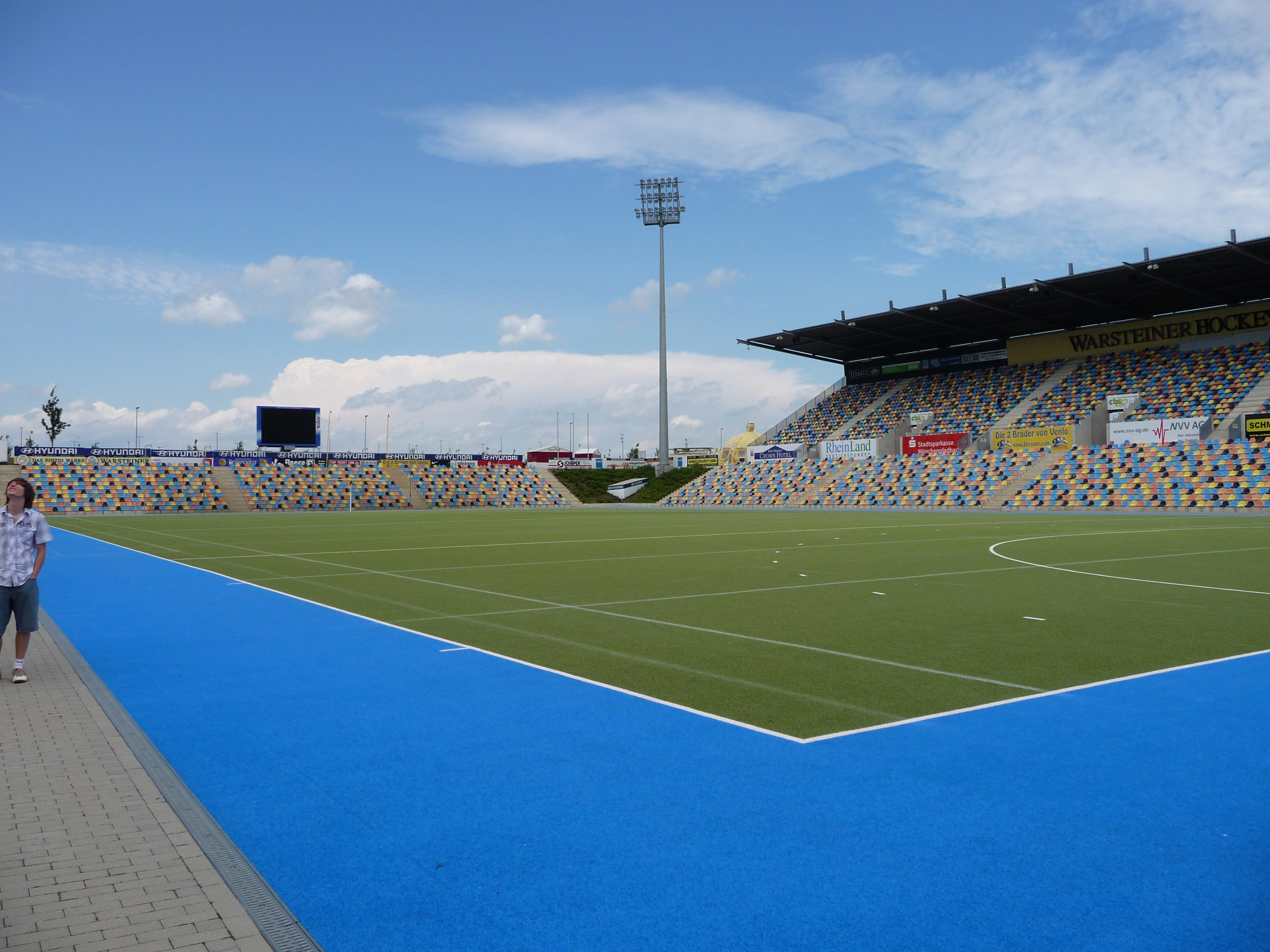
Warsteiner HockeyPark
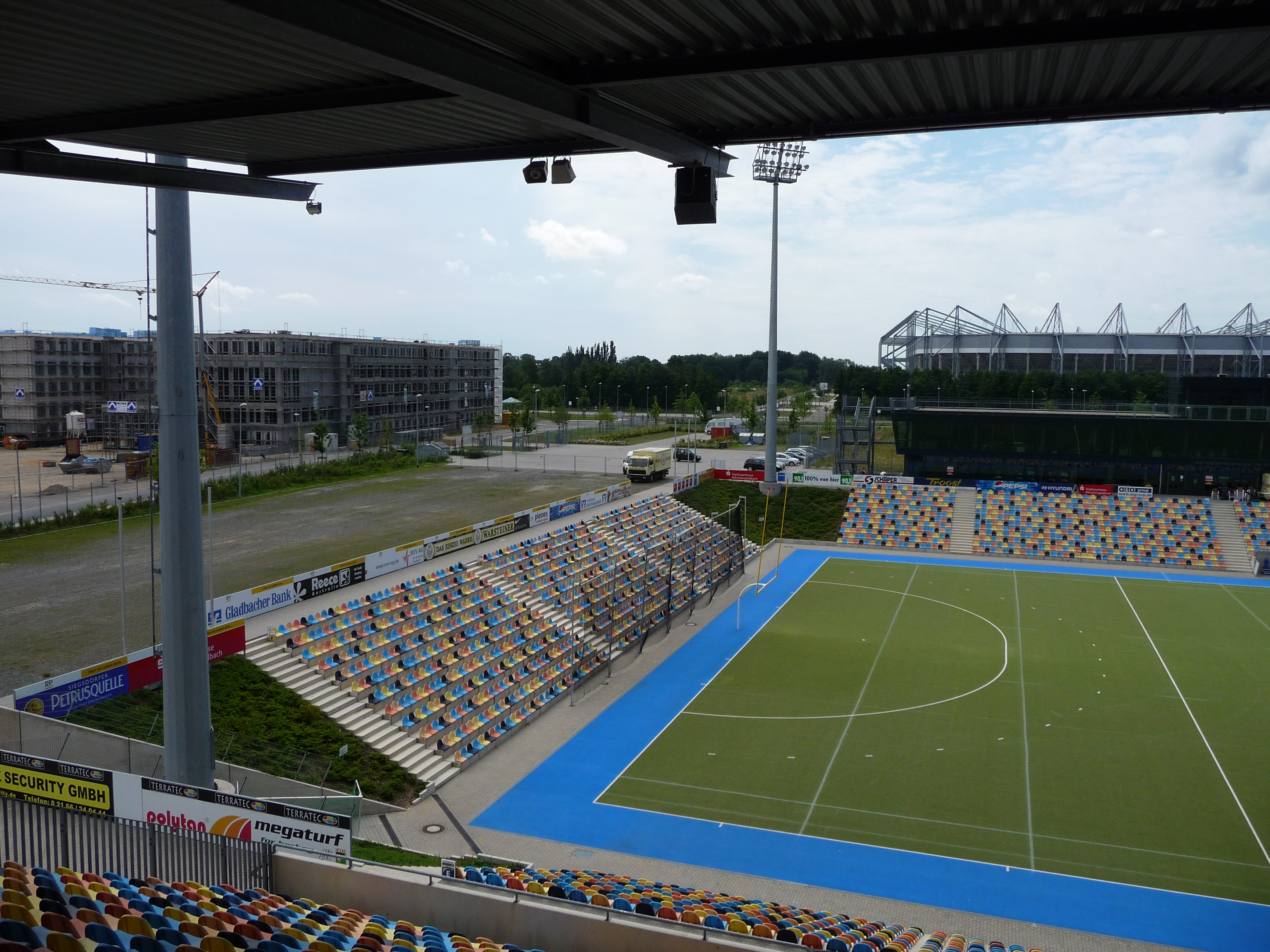
Warsteiner HockeyPark
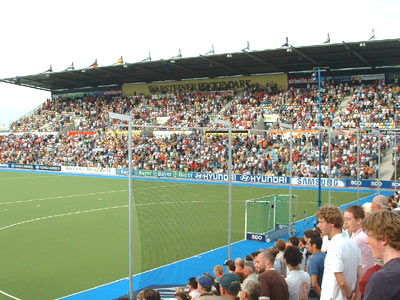
Warsteiner HockeyPark
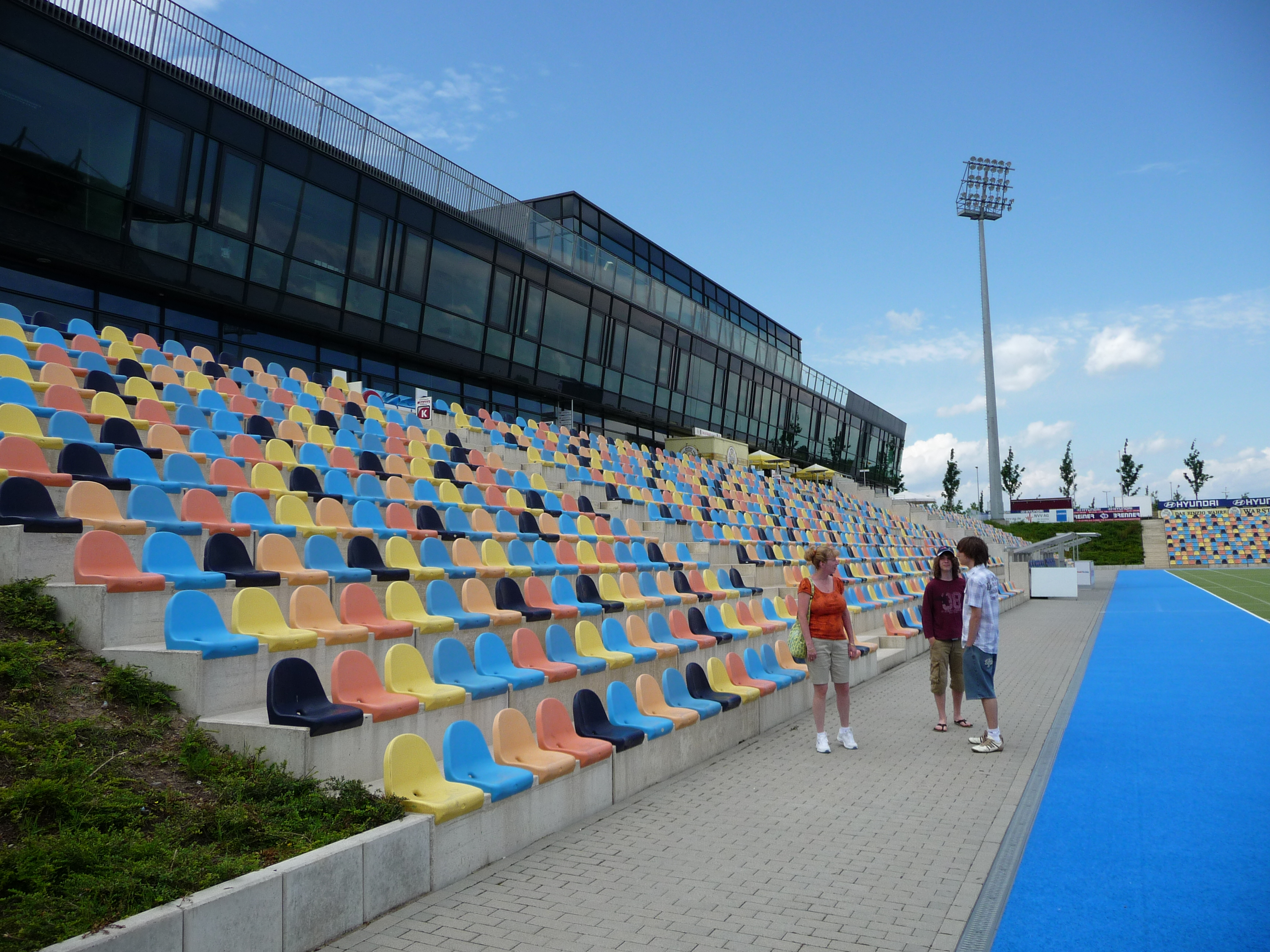
Warsteiner HockeyPark
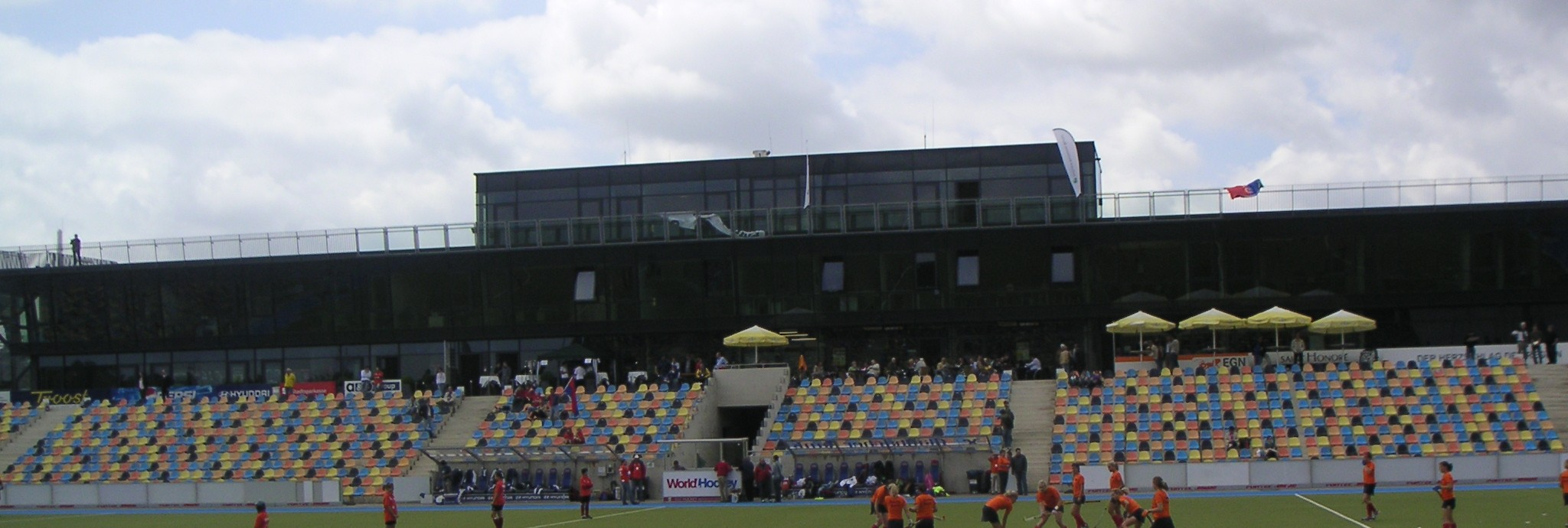
Warsteiner HockeyPark